# Caiuá
Caiuá is een gemeente in de Braziliaanse deelstaat São Paulo. De gemeente telt 5.447 inwoners (schatting 2009).

## Aangrenzende gemeenten
De gemeente grenst aan Panorama, Presidente Epitácio, Presidente Venceslau en Marabá Paulista.